# Sviluppo sociale
Lo sviluppo sociale è un cambiamento nella natura, nelle istituzioni e nel comportamento sociale di una società/comunità, un evento o un'azione che coinvolge un gruppo di individui con determinati valori comuni, la domanda di nuove regole da parte di individui o gruppi, come ad esempio una maggior equità e giustizia sociale.

## Finalità
Nello sviluppo sociale i cambiamenti qualitativi nella struttura e nel funzionamento di una società sono mirati ad una migliore attuazione di scopi e obiettivi. Si può parlare di sviluppo sociale in ogni contesto storico e geopolitico come di miglioramento e di movimento ascendente della società: tale movimento si esplica in quattro stadi. In primo luogo si assiste alla fase della sopravvivenza, in cui si ha sussistenza senza cambiamenti profondi nella struttura sociale; si passa poi alla seconda fase, vale a dire la fase di crescita, in cui la società ha un'espansione orizzontale, caratterizzata dall'estensione quantitativa; la terza fase, lo sviluppo, si riferisce ad una variazione verticale nel livello qualitativo delle attività; l'ultima fase è caratterizzata dall'introduzione di pratiche completamente nuove, pertanto prende il nome di fase di evoluzione.

## Evoluzione
I cambiamenti sociali avvengono grazie all'apporto dei cosiddetti pionieri, personaggi che per primi sperimentano il cambiamento e lo traslano nella società, tentando di modificarla. Le nuove idee, pratiche e abitudini vengono inizialmente ostacolate dagli elementi conservatori della società ma, solitamente, se sono funzionali all'effettivo sviluppo sociale, vengono accettate, imitate e organizzate, con una maggiore fruizione da parte della società su cui insistono. Il livello delle risorse aumenta all'aumentare della qualità di organizzazione e del livello di input di conoscenza.
La velocità e la portata dello sviluppo variano a seconda della fase che la società sta attraversando: si distinguono una fase fisica, in cui si ha sopravvivenza e sussistenza, una fase vitale, in cui si ha espansione delle nuove attività e un'ultima fase mentale, in cui interviene il progresso tecnologico su larga scala, l'istruzione di massa, progresso di organizzazioni e istituzioni e una maggiore complessità sociale.Tra tali istituzioni, si segnalano quelle giudiziarie che hanno svolto, negli anni finali del XX secolo, "un ruolo politico prevalentemente progressivo, volto all’esaltazione delle forme di tutela dei diritti dell’uomo".